# مت‌اینوست
مت‌اینوست (به انگلیسی: Metinvest) شرکت استخراج معادن و فلزات اوکراینی است، که در زمینه تولید سنگ آهن، فولاد، سیمان و بتن فعالیت می‌کند.
شرکت مت‌اینوست در سال ۲۰۰۶ توسط سرمایه‌دار اوکراینی؛ رینات آخمتوف تأسیس شد و در حال حاضر در فهرست بزرگترین تولیدکنندگان فولاد جهان در رتبه ۲۴ قرار دارد.
دفتر مرکزی این شرکت در شهر دونتسک، اوکراین مستقر می‌باشد و بخشی از سهام آن در بورس اوراق بهادار اوکراین معامله می‌شود.